# Under a Blood Red Sky
Under a Blood Red Sky — концертний альбом ірландського рок-гурту U2, виданий в 1983 році.

## Список композицій
Музика — U2, тексти пісень — Боно.
| Сторона А | Сторона А              | Сторона А                                    | Сторона А  |
| #         | Назва                  | Місце запису                                 | Тривалість |
| --------- | ---------------------- | -------------------------------------------- | ---------- |
| 1.        | «Gloria»               | Денвер, Колорадо, 5 червня 1983              | 4:32       |
| 2.        | «11 O'Clock Tick Tock» | Бостон, Массачусетс, 6 червня 1983           | 4:34       |
| 3.        | «I Will Follow»        | Санкт-Гоарсгаузен, Німеччина, 20 серпня 1983 | 3:36       |
| 4.        | «Party Girl»           | Денвер, Колорадо, 5 червня 1983              | 2:52       |

| Сторона Б | Сторона Б              | Сторона Б                                    | Сторона Б  |
| #         | Назва                  | Місце запису                                 | Тривалість |
| --------- | ---------------------- | -------------------------------------------- | ---------- |
| 5.        | «Sunday Bloody Sunday» | Санкт-Гоарсгаузен, Німеччина, 20 серпня 1983 | 4:55       |
| 6.        | «The Electric Co.»     | Санкт-Гоарсгаузен, Німеччина, 20 серпня 1983 | 5:18       |
| 7.        | «New Year's Day»       | Санкт-Гоарсгаузен, Німеччина, 20 серпня 1983 | 4:29       |
| 8.        | «40»                   | Санкт-Гоарсгаузен, Німеччина, 20 серпня 1983 | 3:36       |

## Учасники запису
- Боно — вокал
- Едж — гітара, клавішні, бек-вокал, бас-гітара в «40»
- Адам Клейтон — бас-гітара, гітара в «40»
- Ларрі Маллен — ударні